# 十勝國
十勝國（日语：〔〕／ Tokachinokuni */?），是日本明治時代所劃分的地方令制國，隸屬於當時北海道的廣域內。轄區包含現在北海道轄下十胜综合振兴局。

## 歷史
- 1869年8月15日：北海道設置11國86郡，十勝國成立；下設廣尾郡、當緣郡、上川郡、中川郡、河東郡、河西郡、十勝郡。[1]
- 1872年：進行人口調查，統計人口為1,464人。

## 相關項目
- 日本令制國列表